# Morangos com Açúcar
Morangos com Açúcar é uma telenovela juvenil portuguesa, da autoria da Casa da Criação. Foi transmitida originalmente pela TVI entre 30 de agosto de 2003 e 15 de setembro de 2012, totalizando 9 temporadas e mais de 2000 episódios. O seu modelo foi bastante baseado nos primeiros anos da telenovela Malhação, da TV Globo.
O primeiro nome sugerido para a série foi "Baía do Sol", mas os autores acharam que Morangos com Açúcar traria outro "sabor" à série.
Durante grande parte da sua emissão, a série foi um sucesso de audiências, tendo-se tornado num dos programas mais marcantes e lembrados da TVI, falando-se até na "geração Morangos". A série chegou inclusivamente a gerar um episódio de histeria coletiva, com o que ficou conhecido como "vírus Morangos Com Açúcar". Apesar de habilidades de representação de muitos atores juvenis de Morangos Com Açúcar terem sido constantemente questionadas, a série acabou por ser uma fábrica de talentos da representação televisiva, sendo que muitos atores que se estrearam na mesma continuaram uma carreira na ficção televisiva portuguesa (principalmente na TVI e na SIC). Alguns deles são presença regular nos ecrãs dos canais generalistas portugueses em sinal aberto há duas décadas.
A 6 de fevereiro de 2023, foi revelado pela TVI que estava em desenvolvimento um reinício, em formato de série, da telenovela, em parceria com a Prime Video e produzida pela See My Dreams Productions, com a direção de Francisco Antunez  e escrita por Maria João Mira e o seu filho André Ramalho.

## Lista de Episódios
| Resumo             | Resumo                        | Título da temporada           | Episódios                     | Episódios                     | Originalmente exibido  | Originalmente exibido |
| Resumo             | Resumo                        | Título da temporada           | Episódios                     | Episódios                     | Estreia da temporada   | Final da temporada    |
| ------------------ | ----------------------------- | ----------------------------- | ----------------------------- | ----------------------------- | ---------------------- | --------------------- |
|                    | 1                             | Morangos com Açúcar           | 291                           | 234                           | 30 de agosto de 2003   | 6 de julho de 2004    |
| Férias de Verão    | 1                             | 57                            | 291                           | 7 de julho de 2004            | 14 de outubro de 2004  |                       |
|                    | 2                             | O Regresso às Aulas           | 225                           | 167                           | 15 de outubro de 2004  | 22 de junho de 2005   |
| Férias de Verão    | 2                             | 58                            | 225                           | 23 de junho de 2005           | 19 de setembro de 2005 |                       |
|                    | 3                             | Geração Rebelde               | 276                           | 206                           | 20 de setembro de 2005 | 15 de junho de 2006   |
| Férias de Verão    | 3                             | 70                            | 276                           | 16 de junho de 2006           | 16 de setembro de 2006 |                       |
|                    | 4                             | Espírito Rebelde              | 258                           | 190                           | 18 de setembro de 2006 | 16 de junho de 2007   |
| Férias de Verão    | 4                             | 68                            | 258                           | 17 de junho de 2007           | 16 de setembro de 2007 |                       |
|                    | 5                             | Geração Rebelde               | 262                           | 194                           | 17 de setembro de 2007 | 18 de junho de 2008   |
| Férias de Verão    | 5                             | 68                            | 262                           | 19 de junho de 2008           | 21 de setembro de 2008 |                       |
|                    | 6                             | Espírito Rebelde              | 246                           | 180                           | 22 de outubro de 2008  | 20 de junho de 2009   |
| Férias de Verão    | 6                             | 66                            | 246                           | 21 de junho de 2009           | 20 de setembro de 2009 |                       |
|                    | 7                             | Vive o Teu Talento            | 217                           | 158                           | 21 de setembro de 2009 | 18 de junho de 2010   |
| Vive o Teu Verão   | 7                             | 59                            | 217                           | 19 de junho de 2010           | 18 de setembro de 2010 |                       |
|                    | 8                             | Agarra o Teu Futuro           | 219                           | 168                           | 20 de setembro de 2010 | 24 de junho de 2011   |
| Agarra o Teu Verão | 8                             | 51                            | 219                           | 25 de junho de 2011           | 9 de setembro de 2011  |                       |
|                    | 9                             | Segue o Teu Sonho             | 225                           | 174                           | 12 de setembro de 2011 | 12 de julho de 2012   |
| Férias de Verão    | 9                             | 51                            | 225                           | 13 de julho de 2012           | 15 de setembro de 2012 |                       |
|                    | Morangos com Açúcar - O Filme | Morangos com Açúcar - O Filme | Morangos com Açúcar - O Filme | Morangos com Açúcar - O Filme | 30 de agosto de 2012   | 30 de agosto de 2012  |

### Temporada 1 - Morangos com Açúcar
Protagonistas: Joana (Benedita Pereira) e Filipe ("Pipo") (João Catarré)
Setembro de 2003… A história de Morangos com Açúcar desenrola-se sob o sol de Verão em cenários coloridos e dinâmicos como a Praia dos Rebeldes, o Bar dos Rebeldes, o Colégio da Barra e o Health Club Aquabody.
Pipo Gomes tem 20 anos e é o mais velho de quatro irmãos que se tornaram órfãos devido a um trágico acidente de automóvel na VCI do Porto, que vitimou os pais. Durante dois anos, Pipo e os irmãos ficam a cargo de Vitória Semedo, sua tutora legal, uma mulher interesseira que quer controlar a herança dos sobrinhos e lhes faz a vida negra.
Para se afastarem das memórias do passado e fugirem da tia Vitória, Pipo e os irmãos decidem sair da sua cidade (o Porto) e instalam-se numa simpática vila à beira-mar (Cascais), onde os pais possuem uma casa de férias. Investem o dinheiro do seguro de vida dos pais no aluguer de um pequeno bar na Praia dos Rebeldes, propriedade de um bom amigo da família, Martim Moura Bastos, um homem de posses com quem conviviam cada vez que passavam férias na Costa do Sol. Pipo e os irmãos: Catarina, Tiago e Susana vão estudar para o colégio da barra, cujo dono é Martim Moura Bastos, pai de Ricardo. Pipo vai apaixonar-se por Joana (Benedita Pereira) que namorava com Ricardo (Diogo Amaral). A história centra-se neste casal, mas os amigos dos protagonistas, os irmãos de Pipo, Ricardo e outras personagens assumem papéis indispensáveis na série.
Desporto principal:  Surf e dança

### Temporada 2 - Morangos com Açúcar - O Regresso às Aulas
Protagonistas: Simão (Pedro Teixeira) e Ana Luísa (Cláudia Vieira)
Setembro de 2004… Ana Luísa (Cláudia Vieira) e Simão (Pedro Teixeira) conhecem-se na pista de motocross, na véspera do primeiro dia de aulas. São ambos pilotos promissores e defrontam-se numa "corrida" renhida, que Ana Luísa (Cláudia Vieira) vence. O primeiro olhar entre ambos marca o início de um amor que será mais forte que qualquer adversidade, mas que levará algum tempo a definir-se. O problema é que Simão namora com Carlota Antunes (Mafalda Pinto). Ela é uma rapariga ambiciosa, muito bonita e sensual, que veio com ele para o Colégio da Barra.
Ana Luísa Rocha (Cláudia Vieira) tem 17 anos e chega ao Colégio da Barra, beneficiando da Bolsa Martim Moura Bastos, uma ideia que Pipo (João Catarré) e Constança (Rita Salema) decidiram pôr em marcha e que permite a alunos com menos posses estudarem no colégio.
Simão Navarro (Pedro Teixeira) pertence a uma família conservadora. Entra no Colégio da Barra para fazer o 12º Ano, à revelia do pai, que preferia que ele frequentasse o Colégio Militar.
Ana Luísa (Cláudia Vieira) e Simão (Pedro Teixeira) são os líderes dos dois novos grupos de alunos do Colégio. As origens sociais diferentes criam de imediato uma rivalidade que começa logo no primeiro encontro, no átrio do Colégio.
Desporto principal:  Motocross

### Temporada 3 - Morangos com Açúcar - Geração Rebelde
Protagonistas: Tiago (Luís Lourenço) e Matilde (Joana Duarte)
Setembro de 2005… O Colégio da Barra foi comprado por uma cooperativa de professores que estão decididos a manter o normal funcionamento do Colégio. O Colégio tem uma nova diretora, Maria José (Ana Zanatti), proposta por Constança (Rita Salema), que deposita nela toda a sua confiança. A Escola Secundária dos Navegantes é uma escola pública, localizada nas imediações do Colégio da Barra. Estas duas escolas entram em competição e, apesar das diferenças, os alunos das suas escolas aprendem a conviver uns com os outros.
Tiago e Matilde frequentam estas duas escolas e conhecem-se debaixo de água quando ela o salva de um acidente de mergulho, em Cuba. Quando chegam a Portugal, estão os dois apaixonados mas sem qualquer informação ou forma de contacto. Os desencontros entre Matilde e Tiago sucedem-se sem eles saberem que afinal estão bem perto um do outro e que moram na mesma cidade… Porém a paixão dos dois está comprometida pelo facto de Tiago, após chegar de Cuba, conhecer Bia (Mariana Monteiro) e começar a namorar com ela sem saber que é, na verdade, irmã de Matilde. Para dificultar ainda mais as coisas, Bia é uma jovem perturbada com alguns traumas de adolescência e Matilde está comprometida com o possessivo e mimado Nélson (João Cajuda).
O Colégio da Barra tem também novos alunos e novos grupos, de entre os quais as "Popstars", um trio de raparigas lideradas pela narcisista Mónica (Helena Costa), que tenta dominar as atenções de toda a escola e cujo passatempo preferido passa por humilhar os alunos mais novos ou inseguros, como a frágil Catarina (Filipa Oliveira). Para fazer frente às maldades das "Popstars", está o grupo de jovens liderados por Matilde (Joana Duarte) (que é ódio de estimação de Mónica) e a quem se juntam Marta (Ana Guiomar), Tojó (Diogo Valsassina), Crómio (Tiago Castro), Salomé (Ciomara Morais) e Susana (Diana Chaves). Existem outros grupos e todos se vão revelar com a chegada das eleições para a presidência da associação de estudantes.
Desporto principal:  Downhill

### Temporada 4 - Morangos com Açúcar - Espírito Rebelde
Protagonistas: André (Isaac Alfaiate) e Sofia (Mafalda Matos)
Setembro de 2006… Da fusão do Colégio da Barra com o Colégio de São Rafael resultam novas paixões e novos conflitos. André (Isaac Alfaiate) é um jovem engatatão que se apaixona pela praticante de kartcross Sofia (Mafalda Matos), mas esta recusa-se a dar bola a rapazes… Ao contrário da sua irmã Filipa (Sara Salgado), que só tem olhos para o namorado Gonçalo Pimentel (António Camelier). Também as divergências entre Maria José (Ana Zanatti) e o antigo diretor de São Rafael, Augusto Ravina (Júlio Cesar), prometem aquecer o ambiente do novo Colégio.
Desporto principal: Karting

### Temporada 5 - Morangos com Açúcar - Geração Rebelde
Protagonistas: Luís (Ângelo Rodrigues), Mariana (Célia Marisa Perez), Diogo (Diogo Costa Reis), Raquel (Júlia Belard) e Vera (Vanessa Martins)
Setembro de 2007… Início de mais um ano letivo…  A Escola Secundária D. Sebastião é uma escola pública da cidade de Lisboa, igual a tantas outras que existem nos meios urbanos.
É uma escola que engloba alunos do 7.º ao 12.º ano, de várias áreas, deparando-se com os problemas típicos de qualquer escola portuguesa, designadamente a falta de verbas, a degradação das instalações e a insegurança.
É uma escola com bastantes atividades extra-curriculares, onde se destacam o andebol federado, uma equipa de ginástica em formação e um clube de artes plásticas e multimédia, bastante ativo, que organiza inúmeros eventos. Podem orgulhar-se de terem alunos do secundário com imensos conhecimentos em multimédia e 3D capazes de rivalizar com o ensino superior. Ao contrário do formato de todas as outras séries, as personagens principais desta série não são um casal apaixonado, mas sim um grupo de amigos desde a infância,e as suas vivências do dia-a-dia.
Desporto principal:  Andebol (série lectiva) e rugby (série de verão)

### Temporada 6 - Morangos com Açúcar - Geração Rebelde
Protagonistas: Madalena (Laura Galvão) e Rodrigo (Pedro Rodil)
Setembro de 2008… Marca o início do novo ano letivo na Escola Secundária D. Sebastião e o regresso de mais uma série de novas aventuras na vida dos nossos personagens, uns já nossos conhecidos, outros que vamos ter oportunidade de conhecer. Este ano, a história arranca com o deflagrar de um conflito empolgante: Associação de Estudantes versus Clube de Rádio. Dois grupos de alunos irrequietos e combativos liderados pelos nossos protagonistas, Rodrigo (Pedro Rodil) e Madalena (Laura Galvão). Será uma batalha entre duas forças criativas poderosas e que não deixará ninguém indiferente. Na escola e fora dela, envolvidas num turbilhão de alegria, intriga e fantasia, veremos todos os alunos do Atelier de Dança e de Música, em ambiente de sons alternativos, coreografias arrojadas, uma classe de karaté, uma equipa feminina de voleibol, um grupo de praticantes de parkour, um grupo de praticantes de motocross, os pais e os professores.
Desporto principal:  Parkour e voleibol

### Temporada 7 - Morangos com Açúcar - Vive o Teu Talento
Protagonistas: Margarida (Sara Matos) e Rui (Lourenço Ortigão)
Setembro de 2009… Este ano todos os alunos da nossa escola perseguem um sonho. Para as novas personagens o céu é o limite. Não porque são adolescentes, que é razão suficiente, mas porque estão todos decididos a forçarem o destino à sua vontade e não estão dispostos a ficar à espera do futuro. Querem ir buscá-lo. Mesmo que esse futuro seja uma fantasia: serem artistas e vingarem no mundo do espetáculo. A Escola Secundária deixou de ser uma escola secundária normal para passar a albergar o projeto-piloto de uma escola de Artes performativas. Agora, em "Morangos com Açúcar VII", a par do curriculum normal (com disciplinas tradicionais), aos alunos é proposto um conjunto de disciplinas próprias de uma escola vocacionada para a formação nas artes do espectáculo: o canto, a dança, a representação. A nossa escola prepara-se para lançar os futuros e os mais capazes intérpretes do espetáculo português.
Agora, todos os alunos do 10.º a 12.º anos da nossa escola têm uma mesma ambição. Já não há futuros advogados, médicos ou engenheiros. Agora todos querem ser artistas. E, para entrar nesta escola-piloto, é preciso ter talento. Só cá entrarão os que passaram com sucesso as rigorosas audições de admissão.
No decorrer da história, assistimos também a muitos amores que sofrem e crescem, a problemas comuns nos adolescentes e a situações do quotidiano. Tudo isto com muito canto, dança e representação!
É também nesta série que assistimos ao regresso de Zé Milho (Vítor Fonseca). Nesta série, o ex-D'ZRT interpreta o papel de um professor de dança.
Relembra-se também que de entre os alunos do 12º ano vão ser seleccionados três alunos que irão ganhar uma bolsa de estudo em Londres, numa escola de artes.
Desporto principal:  Dança; canto; representação

### Temporada 8 - Morangos com Açúcar - Agarra o Teu Futuro
Protagonistas: Marta (Gabriela Barros) e Lourenço (David Carreira)
Setembro de 2010… O regresso às aulas na D. Sebastião volta a prometer grandes emoções. O frio do inverno não arrefece as paixões dos corações jovens e o sonho continua mais presente que nunca. Competição, dedicação, ambição, aventura e amor, misturados com muita música, dança, drama e comédia, são os ingredientes deste novo ano letivo. Depois do sucesso da experiência-piloto como escola de artes performativas, a D. Sebastião abre o novo ano com um espectáculo de boas-vindas aos novos alunos, protagonizado pelos alunos do ano anterior, que mostram o que já aprenderam, deixando todos bastante motivados para mais um ano de muito trabalho, exigência, competição e, claro, muitas peripécias. Contudo, os efeitos da crise também se vão fazer sentir na D. Sebastião e a diretora, Linda, tem um orçamento mais reduzido, sendo obrigada a reduzir o número de bolsas a atribuir. Desta vez, apenas um aluno terá acesso a Londres e o espírito de competitividade vai estar ao rubro.
Para esta roda-viva que mistura a arte com a vida, chegam novas personagens com outros interesses e histórias. Por exemplo, Lourenço, uma estrela de futebol e filho do dirigente desportivo Carneiro Seixas, que quer deixar o desporto para se dedicar exclusivamente à dança, o que vai contra os planos do pai. Ou Marta e Andreia, duas irmãs muito talentosas, mas que vivem numa rivalidade e competição constante, enquanto Cláudia, a irmã mais velha, jornalista desportiva, vai descobrir alguns factos um pouco incriminatórios relativamente ao pai de Lourenço, o rapaz por quem a irmã Marta vai acabar por se apaixonar.
Vamos conhecer também Inês e Pedro, que vivem como irmãos devido ao casamento do pai de Inês com a mãe de Pedro, mas que não podiam ser mais opostos: Inês quer ser cantora e atriz e Pedro não sabe o que quer ser, tendo escolhido ir para a D. Sebastião, aparentemente por ser amigo e companheiro de equipa de Lourenço, mas, sobretudo, por causa de Rosana, que conheceu numa rede social e que aparenta ser muito rica e fashion.
Teremos ainda um amor além fronteiras entre Sandra, filha de pais chineses, que se apaixona por Javi, filho de uma família tradicional indiana, que sonha ser uma estrela de Bollywood. Por outro lado, vai surgir Violeta, uma jovem muito talentosa, mas cuja presença na escola esconde um passado surpreendente. Assim como surpreendente se vai revelar Gil, um rapaz que à partida parece encantador, sobretudo para as raparigas, mas que esconde uma natureza pouco bondosa.
Na turma dos mais novos, temos um trio muito divertido, composto pelo Chico, que, embora branco, quer ser como o seu melhor amigo, Beto e a colega e amiga Sara, que parece ser uma verdadeira super-heroína.
Estes novos alunos, que se juntam aos mais antigos, irão viver a vida com muita arte, ao mesmo tempo vão aprender a arte da vida…
Desporto principal:  Futebol, dança e canto

### Temporada 9 - Morangos com Açúcar - Segue o Teu Sonho
Protagonistas: Ana Rita (Filipa Areosa), Ricardo (Tiago Costa) e Bryan (Luís Garcia)
Setembro de 2011... O novo ano letivo traz muitas surpresas e dois mundos completamente distintos. Na Escola do Forte coexistem, no mesmo espaço, uma escola secundária do ensino regular e uma outra vocacionada para a moda. O conflito entre as duas escolas está sempre presente. A rivalidade é uma constante e os dois grupos (moda VS ensino regular) disputam a primazia da escola. O sonho e o glamour dos alunos de moda contrastam com a realidade mais crua dos colegas do ensino tradicional. É neste universo heterogéneo que encontramos o casal de namorados, Ana Rita e Ricardo. Ela quer ser designer de moda, já Ricardo é da área de ciências e ainda não decidiu o que quer ser no futuro, mas uma coisa ele sabe: Ana Rita é a rapariga da vida dele. No entanto, a chegada de Bryan, o aluno americano, de descendência portuguesa, que veio para a Escola do Forte concluir o 12º ano, vai abalar o mundo de Ricardo, ao conquistar o coração de Ana Rita. Bryan vai para a turma de Ricardo, que embirra logo com ele, pois não suporta ter concorrência. O americano tem aquilo que as raparigas gostam e faz-lhe sombra em tudo, até no surf. O que Ricardo não esperava é que, além das ondas, ele e o aluno americano fossem também disputar a mesma rapariga. Bryan vem abalar a relação, já frágil, de Ricardo e de Ana Rita. No entanto, Ricardo não é homem de perder, muito menos a namorada, por isso, vai abrir guerra contra Bryan e fazer tudo o que estiver ao seu alcance para recuperar a namorada. Ricardo vai mostrar o seu lado mais negro e provar que nada o deterá para ficar com Ana Rita. Sem querer, Bryan vai colocar a vida de Ana Rita em perigo, ao envolvê-la no seu passado, que não é tão cool como parece.
Ao longo deste ano letivo, os alunos desta escola vão cativar com as suas histórias e peripécias. Há um conflito aberto entre os dois ambientes e as guerras entre os dois grupos serão uma constante. No entanto, eles vão acabar por perceber que o que os une é mais forte que aquilo que os separa: são todos jovens e querem viver a vida ao máximo.
Desporto principal: Esgrima, Surf, Sky Dive e BTT

## Formato
As histórias das personagens principais são estabelecidas durante o ano letivo e resolvidas nas Férias de Verão. A cada ano letivo, o elenco da série é renovado sendo que algumas personagens são mantidas. Algumas personagens antigas saem e entram outras novas, num sistema rotativo, para manter o interesse do público, ficando apenas as que não excedem os dois anos de existência. As temporadas 7 e 9 foram as únicas em que a renovação do elenco foi total, apesar de na sétima o estabelecimento de ensino se ter mantido igual às temporadas anteriores (5.ª e 6.ª), neste caso a D. Sebastião, embora com a diferença de ser um "projeto-piloto" de artes performativas.
A Série V veio quebrar totalmente com este molde, sendo que dos antigos atores apenas se mantiveram cinco (sete, contando com entradas tardias na série IV) e nem o mítico Colégio da Barra nem a Secundária dos Navegantes transitaram para a nova temporada. Além disso, os protagonistas deixam de ser um casal de jovens apaixonados, como nas séries anteriores, passando a ser pela primeira vez um grupo de amigos adolescentes. Com tamanha rutura com o anterior formato, a série V pode quase ser considerada como um spin-off do Morangos com Açúcar original.
Pipo (João Catarré) e Joana (Benedita Pereira), o casal protagonista da primeira série, foi o único casal protagonista que continuou a aparecer como personagens secundários durante a segunda série, visto que as suas personagens não seguiram para a universidade.
As Séries VII e VIII foram também duas séries diferentes do formato original, sendo introduzida o formato musical e artístico, semelhante à trilogia de filmes High School Musical e às séries Glee e Victorious.
Já a série IX, que é a última, foi também diferente do formato original. Foi inspirada na área da moda mas também realçou vários pontos importantes e críticos da adolescência, tais como a anorexia e o bullying nas escolas e o preconceito. Nesta temporada também houve muita rivalidade entre os alunos da Escola do Forte, mais concretamente entre os alunos do ensino regular e os alunos de moda.

## Histórico
Dado o sucesso da série em anos anteriores, a TVI manteve o horário de exibição no fim de tarde (19:15 - hora portuguesa).
- Morangos com Açúcar - Série I (2003/2004), Casa da Criação (Escrita por: Ricardo Leitão, Patrícia Muller, Lígia Dias, Elisabete Moreira)
- Morangos com Açúcar: Férias de Verão - Série I (2004), Casa da Criação (Escrita por: Ricardo Leitão, Patrícia Muller, Lígia Dias, Elisabete Moreira)
- Morangos com Açúcar - Série II (2004/2005), Casa da Criação (Escrita por: Maria João Mira, Margarida Carpinteiro, Pedro Lopes, João Matos, Inês Gomes, Lígia Dias, Sandra Santos, Sara Rodrigues, Elisabete Moreira e Raquel Palermo)
- Morangos com Açúcar: Férias de Verão - Série II (2005), Casa da Criação (Escrita por: Maria João Mira, Margarida Carpinteiro, Inês Gomes, Raquel Palermo, Sandra Santos, Mafalda Ferreira)
- Morangos com Açúcar - Série III: Espírito Rebelde (2005/2006), Casa da Criação (Escrita por: Inês Gomes, Raquel Palermo, Sandra Santos, Mafalda Ferreira)
- Morangos com Açúcar: Férias de Verão - Série III (2006), Casa da Criação (Escrita por: Inês Gomes, Catarina Peixoto, Eduarda Laia, Elisabete Moreira, Lígia Dias, Mário Cunha, Sandra Santos)

- Morangos com Açúcar - Série IV: Espírito Rebelde (2006/2007), Casa da Criação (Escrita por: Inês Gomes, Catarina Peixoto, Lígia Dias, Mário Cunha, Sandra Rocha, Sandra Santos)
- Morangos com Açúcar: Férias de Verão - Série IV (2007), Casa da Criação (Escrita por: António Barreira e Patrícia Müller)
- Morangos com Açúcar - Série V: Geração Rebelde (2007/2008), Casa da Criação (Escrita por: Elisabete Moreira, Pedro Lopes, Catarina Peixoto, Cláudia Marques, Cláudia Sampaio, Rita Roberto, Sara Simões)
- Morangos com Açúcar: Férias de Verão - Série V (2008), Casa da Criação (Escrita por: Patrícia Müller, Cláudia Sampaio, João Belchior, Lígia Dias, Mariana Alvim, Rita Roberto, Sara Simões)
- Morangos com Açúcar - Série VI: Geração Rebelde (2008/2009), Casa da Criação  (Escrita por: Elisabete Moreira, Cláudia Marques, José Pinto Carneiro, Mariana Alvim, Marta Coelho, Rita Roberto, Sara Simões, Ana Vasques)
- Morangos com Açúcar - Série VII: Vive o teu talento (2009/2010), Casa da Criação (Escrita por: Cláudia Sampaio, Cláudia Marques, José Pinto Carneiro, Lígia Dias, Marta Coelho, Paulo Manuel)
- Morangos com Açúcar - Série VII: Vive o teu Verão (2010), Casa da Criação (Escrita por: Cláudia Sampaio, José Pinto Carneiro, Lígia Dias, Marta Coelho, Sandra Rocha, Paulo Manuel)
- Morangos com Açúcar - Série VIII: Agarra O Teu Futuro (2010/2011), Casa da Criação (Escrita por:Cláudia Sampaio, José Pinto Carneiro, Lígia Dias, Marta Coelho, Sandra Rocha)
- Morangos com Açúcar - Série VIII: Vive o teu Verão (2011), Casa da Criação (Escrita por: Lígia Dias, Cláudia Sampaio, Irina Gomes, Giovanni Ciet, Marina Ribeiro, Marta Coelho)
- Morangos com Açúcar - Série IX: Segue o Teu Sonho (2011/2012), Casa da Criação (Escrita por: Cláudia Sampaio, Irina Gomes, Mafalda Ferreira, Marina Ribeiro, Pedro Cavaleiro)
- Morangos com Açúcar - Série IX: Férias de Verão (2012). Casa da Criação (Escrita por: Cláudia Sampaio, Irina Gomes, Mafalda Ferreira, Marina Ribeiro, Pedro Cavaleiro)

## Elenco
| Temporada | Protagonistas e Antagonistas |
| --------- | --- |
| 1         | Joana (Benedita Pereira), Filipe "Pipo" (João Catarré) e Ricardo (Diogo Amaral)                                                 |
| 2         | Ana Luísa (Cláudia Vieira), Simão (Pedro Teixeira) e Vanda (Joana Seixas)                                                       |
| 3         | Matilde (Joana Duarte), Tiago (Luís Lourenço) e Nelson (João Cajuda)                                                            |
| 4         | Sofia (Mafalda Matos) e André (Isaac Alfaiate)                                                                                  |
| 5         | Luís (Ângelo Rodrigues), Mariana (Célia Marisa Perez), Diogo (Diogo Costa Reis), Raquel (Júlia Belard) e Vera (Vanessa Martins) |
| 6         | Madalena (Laura Galvão) e Rodrigo (Pedro Rodil)                                                                                 |
| 7         | Margarida (Sara Matos), Rui (Lourenço Ortigão) e Teodoro (Nuno Homem de Sá)                                                     |
| 8         | Marta (Gabriela Barros), Lourenço (David Carreira) e Andreia (Maria Sousa)                                                      |
| 9         | Ana Rita (Filipa Areosa), Ricardo (Tiago Costa), Bryan (Luís Garcia) e Verónica (Marta Andrino)                                 |

### Convidados especiais
Ao longo das séries de Morangos com Açúcar, a TVI convidou várias figuras públicas nacionais e internacionais para fazerem participações especiais na novela.
Série I
Sugababes, Simply Red, Reamonn, Anjos, EZ Special, Vitor Pedroso, Pedro Pinto, Carlos Lopes e Nuno Gomes
Série II
Pimpinha Jardim, Fingertips, Daniel Bedingfield e Boss AC
Série III
João Moutinho, Raúl Solnado, Marie Serneholt, Paula Teixeira, Anjos, Greg Minaar e D'ZRT.
Série IV
Diana, Mundo Secreto, Carlos Andrade, Asher Lane, Orishas, Melanie C e FF.
Série V
Sean Kingston, Hands on Approach, Gutto, Sandra Nasic, 4Taste, TT, Slimmy, M.A.U. e Yves Larock
Série VI
Angélico Vieira, Manuel Luís Goucha, Madcon, Pedro Guedes, Pedro Khima, Ricardo Guedes, Boss AC, Bibá Pitta, Flow 212
Série VII
Dogma, D'ZRT, Sofia Escobar, João Só e Abandonados, Manuel Luís Goucha, Cristina Ferreira, Michel, Ana Bloom
Série VIII
Natalina José
Série IX
Luís Borges, Lúcia Garcia, Ruben Rua, Nu Soul Family, Pedro Pinto, Mário Ferreira, Boss AC, Cristina Ferreira.

## Transmissão
- Portugal

Em Portugal, a telenovela era emitida pela TVI (emissora original), no horário das 18h30 às 20h00, horário que ocupava desde a sua estreia, em setembro de 2003. Entre as 18h30 e as 19h00, era emitida a repetição de parte do episódio anterior e entre as 19h15 e as 20h00 era emitido o episódio inédito. Excecionalmente, a temporada de verão da terceira série passou no horário nobre, a seguir ao Jornal Nacional, numa altura em que Floribella, outra novela juvenil, passava no mesmo horário na SIC.
O canal Biggs reemite a telenovela desde 2011. A 1.ª temporada da série foi emitida às 13h00 (inédito) e às 20h00 (repetição das 13h). A partir do dia 1 de maio de 2013, o canal começou a emitir a 2.ª temporada da série, às 12h30 (inédito) e às 20h30 (repetição do 12h30). A partir do dia 7 de setembro de 2015, o canal começou a emitir a 3.ª temporada da série, às 12h00 (inédito) e às 20h30 (repetição do 12h30). A 2 de outubro de 2017, emitia a 5.ª temporada, às 12h, 20h30m e 23h (repetição). A 14 de setembro de 2018 a 6.ª temporada começa a ser emitida, às 20h, havendo repetição no dia seguinte (horário desconhecido). A 16 de setembro de 2019, a 7.ª temporada começa a ser emitida às 20h, havendo repetição no dia seguinte (horário desconhecido). A 14 de setembro de 2020, às 20h, é a vez da 8.ª temporada. Finalmente, a 20 de setembro de 2021, às 20h, estreia a 9ª temporada. No dia 12 de setembro de 2022, o canal voltou a transmitir a 1.ª temporada da série. À data de outubro de 2024, a 3.ª temporada está a ser novamente transmitida. Além dos episódios semanais, ao fins de semana (sábados e/ou domingos), são emitidos todos os episódios da semana. O canal emite várias temporadas ao mesmo tempo, sendo mais comum emitir a inédita e a emitida anteriormente.
No canal +TVI, também foram transmitidas várias séries (3.ª, 4.ª , 5.ª, 7.ª, 8.ª e 9.ª). Com a extinção do +TVI, em dezembro de 2015, a série passou a ser transmitida na TVI Ficção, desde 2017, pela ordem das temporadas, tendo transmitido, a partir desse ano, também as 3.ª, 4.ª , 5.ª, 7.ª, 8.ª e 9.ª temporadas. Em setembro de 2022, e tal como no Panda Biggs, a 1ª temporada começa a ser transmitida na TVI Ficção. Neste último canal, seguiu-se a 2ª e, novamente, as seguintes temporadas, em ordem, até à 6ª, sendo esta última interrompida com o fim da TVI Ficção enquanto canal destinado a operadoras por subscrição, a 9 de agosto de 2024. Com o reinício de transmissões da TVI Ficção, desta vez apenas como canal FAST, a 13 de fevereiro de 2025, a 1.ª temporada da telenovela voltou àquele canal.
Com o início de emissões do  canal V+, a 9 de agosto de 2024, passou a ser resposta neste canal a 7ª temporada da telenovela, que foi emitida todos os dias da semana e com legendagem fechada (um serviço que a TVI Ficção nunca disponibilizou), com um dos vários formatos de legendagem adaptada a pessoas s/Surdas utilizados em Portugal. A reposição da 7.ª temporada no V+ terminou em novembro de 2024, sucedendo à mesma uma reposição da 8.ª temporada. À data de abril de 2025, está no ar a 1.ª temporada da telenovela.
O TVI Player foi disponibilizando gradualmente as diferentes temporadas da novela, sendo que o ano 2023 marca o momento em que as nove temporadas de Morangos Com Açúcar podem ser vistas na íntegra naquela plataforma gratuita. Em outubro de 2023, o TVI Player passou a ter um canal FAST exclusivo e temporário apenas dedicado à novela e a outros conteúdos relacionados com a mesma. Este foi o primeiro canal FAST da TVI. De entre as plataformas de streaming não associadas à TVI, a NOS Play (da NOS) disponibilizou todos os episódios das temporadas 1 à 8 e, em 2023, a versão portuguesa da Prime Vídeo - que nesse mesmo ano se associou à TVI ̟para o reboot em formato de série da telenovela - incluiu no seu acervo todas as tem̟poradas, com opção de legendagem fechada simples (ou seja, não adaptada ao público surdo e ensurdecido).
- Brasil

A Rede Bandeirantes, por meio de um acordo com a TVI, exibiu a primeira temporada de Morangos com Açúcar a partir de 29 de março de 2004, juntamente com a novela Olhos de Água (ambas foram dobradas em português do Brasil, para facilitar a compreensão). Ao contrário do que aconteceu em Portugal, a série não teve muito sucesso; ainda assim, o final da temporada chegou a ser exibido.
- Angola

Em Angola, a telenovela foi emitida pelo canal público TPA2, de 2.ª a 6.ª feira, nos horários das 13h às 14h e das 17h às 18h. Ao sábado, era emitida entre as 13h30 e as 15h30 e ao domingo das 13h às 16h00. Estava no ar a 5.ª temporada quando foi subistituída por outra novela sem aviso prévio aos telespetadores. É também exibida em Angola através da TVI Internacional.
- Galiza

Em março de 2018, a telenovela passou a ser emitida no segundo canal da TV Galicia, como resultado da Lei Valentín Paz-Andrade, para o aproveitamento da língua portuguesa e vínculos com a lusofonia.

## Cantores e bandas lançadas
A série coloca importância na sua banda sonora e por conseguinte, tem funcionado como rampa de lançamento para a carreira musical de alguns dos atores. Alguns exemplos:
- Patrícia Candoso lança o seu primeiro álbum, O Outro Lado, que atinge as tabelas no início de 2005.
- A boy band D'ZRT, com as personagens David (Angélico Vieira), Zé Milho (Vítor Fonseca), Topê (Paulo Vintém) e Ruca (Edmundo Vieira) forma-se em 2005. Com a mistura entre realidade e ficção, as suas carreiras foram lançadas na novela e bem recebidas por esse público.
- FF lança em 2006 o seu primeiro álbum Eu Aqui, pela editora Farol. Em maio de 2006, atinge o primeiro lugar dos discos mais vendidos.
- Crómio (Tiago Castro), Tojó (Diogo Valsassina) e João Batista (Raul Abrantes) lançaram um CD a 17 de julho de 2006. Este projeto musical de curta duração não teve qualquer conexão com a série, apesar de contar com a presença dos três atores, e acabou por não ter êxito.
- Em agosto de 2006, na Série de Verão III, surgiu a banda fictícia Chantilly, formada pelas personagens Mónica (Helena Costa), Rute (Victória Guerra), Mimi (Jessica Athayde) e Carla (Oceana Basílio). Esta banda não transitou da ficção para a realidade, servindo apenas de elemento cómico na série.
- Em novembro de 2006, deu-se a apresentação e festa de lançamento do primeiro CD dos 4Taste, banda composta por Luke D'Eça, Francisco Borges, David Gama e Nelson Patrão. O CD homónimo alcançou a primeira platina em poucas horas e a tripla platina em poucos dias. Em agosto de 2007, os 4Taste lançaram uma edição especial do seu concerto no Campo Pequeno, um CD+DVD intitulado "Ao Vivo No Campo Pequeno". A este concerto assistiram mais de 6000 pessoas.
- A 26 de novembro de 2007, surge o disco da primeira banda feminina saída da série, Just Girls. O primeiro CD lançado vendeu mais de 10 000 cópias em menos de 24 horas, ficando assim registado o Disco de Ouro.
- Em outubro de 2009, na Série de VII, surgiu a banda fictícia Os Tribo, formada, primeiramente, pelos personagens Rui (Lourenço Ortigão), Flash (Nuno Martins) e Leo (Ricardo de Sá) e depois integrada também por Margarida (Sara Matos). Na Série de Verão VII, Margarida foi substituída por Mariana (Lia Carvalho), mas apenas durante a altura em que Margarida e Rui estavam chateados. Esta banda não transitou da ficção para a realidade.
- Starlie (Mafalda Tavares) consegue prosseguir o seu trabalho após a sua entrada na série e em 2013 ainda têm fãs e concertos agendados.
- No início de 2012, é editado o disco de estreia de Missy M (Mafalda Portela), que se estreou na 9.ª série. Curiosamente, é esta que interpreta o genérico da série onde atua.

## Spin-Offs

### No palco
- Os atores da Série I - Benedita Pereira (Joana), João Catarré (Pipo), Diogo Amaral (Ricardo), Joana Solnado (Catarina), Rodrigo Saraiva (Rafa) e Patrícia Candoso (Sara) - protagonizaram ainda uma peça de teatro, que foi exibida pela TVI após uma digressão pelo país. Em 2005, Teresa Tavares (Mónica) substitui Joana Solnado, quando esta deixa Portugal e vai para o Brasil gravar Como uma onda.
- Nos dias 1, 2 e 3 de junho de 2006, o Coliseu dos Recreios em Lisboa recebeu a Festa de Finalistas dos Morangos com Açúcar, um evento dedicado ao falecido ator Francisco Adam, inédito na série, sob a forma de um musical destinado a ser gravado ao vivo, para mais tarde ser transmitido como episódio final da Série III.
- No dia 20 de Julho, é transmitido pela TVI, diretamente da praia de Oeiras, um concerto com o nome de Morango Mix, onde passam bandas das três séries de Morangos com Açúcar. Teve como apresentadores Catarina Morazzo (Isabel) e Diogo Valsassina (Tojó). Foram 3 horas cheias música de todas as séries dos Morangos Com Açúcar. Ao palco subiram: D'ZRT, FF, Patrícia Candoso, Anjos, Paula Teixeira, Squeeze Theeze Pleeaze, Fingertips, Paula Oliveira, Lullabye, Mercado Negro, Hands on Approach, André Indiana, Diana, Sónia Oliveira, Peste & Sida e Ménito Ramos.
- Entre os dias 12 e 26 de Novembro esteve no palco do Teatro Tivoli o musical Morangos Com Açúcar - Ao Ritmo Da Amizade, que conta com a presença de Diana Chaves (Susana), Joana Duarte (Matilde), Daniel Cardoso (Guga), Helena Costa (Mónica), Jessica Athayde (Mimi), Miguel Bogalho (Cristiano), Diogo Valsassina (Tojó), Tiago Castro (Crómio). Este mesmo musical esteve no Porto, partindo depois em digressão pelo país, passando pela Figueira da Foz, Oliveira de Azeméis, Portimão, entre outras cidades portuguesas.
- No dia 11, 12,18 e 19 de setembro, de 2010 os atores de Morangos atuaram nos Coliseus de Lisboa e Porto. No palco, estiveram as personagens Rui, Margarida, João Pedro, Paula, Mariana, Leo, Clara, Flash, Rute, André, James, Fábio, Nina e Zé Milho. Foram concertos com muito sucesso.

## Locais de filmagens
A série foi filmada nos estúdios da Fealmar em Vialonga, e alguns exteriores em Cascais e Oeiras. Existiram cenas da série II que foram gravadas no Jardim do Cerco (Mafra). As cenas de downhill da Série III foram filmadas na Mata Real, em Cascais. Os exteriores do Colégio da Barra até ao final da terceira série foram filmados no Museu da Pólvora de Barcarena. A partir da quarta série, os exteriores do novo colégio são filmados no edifício da LogoPlaste, em Aldeia de Juso, junto à Estrada da Malveira, concelho de Cascais. Os exteriores da Escola Secundária dos Navegantes são filmados na Escola Secundária Marquês de Pombal, em Lisboa.
Algumas cenas da terceira série de Verão foram filmadas no Navio Escola Creoula, ao largo de Sesimbra. A quarta série de Verão foi filmada nas zonas de Cascais, Ericeira, no Algarve e em Salvaterra de Magos. Ao longo das quatro séries a produção, também já se deslocou ao Porto, a Arouca, ao Cartaxo (nas piscinas municipais e circuito de motocross), a Vila Nova de Milfontes, a Troia (onde foram filmadas durante dois anos consecutivos as Férias de Verão), à Serra do Caramulo, à Serra da Estrela, a Porto de Mós, a Évora, a Marvão, ao Entroncamento, a Torres Novas, a Murça, a Torres Vedras, a Arcos de Valdevez, à Covilhã, a Viana do Castelo, à Madeira, à Serra d'El Rei e a Castanheira de Pêra, e a diversos locais internacionais como o Brasil, Sierra Nevada, Sevilha, Macau, Londres, Marrocos, Cuba, Barcelona, Andorra e Cabo Verde, Madrid e Paris.
Na série cinco, o Liceu Maria Amália Vaz de Carvalho em Lisboa serve de cenário à Escola Secundária D. Sebastião. Também Luís e Nuno foram à Polónia, onde gravaram algumas cenas com a seleção nacional de andebol. As férias de verão mudaram de estação e rodam no Algarve, mais propriamente em Odeceixe havendo algumas cenas em Huelva.
A série seis será feita integralmente com novos cenários, da autoria de Paulo Oliveira e Teresa Castelo (decoração), com a exceção dos interiores da escola. Parte dela será rodada em Braga. No verão, a série será rodada em Portimão, na Praia da Rocha.
A série sete apresenta um formato totalmente musical. A escola mantém-se, mas os seus interiores foram alterados devido a esta ter passado a ser uma escola de artes performativas. Uma das muitas cenas foi gravada no Jardim do Cerco (Mafra). Todos os cenários foram totalmente renovados, tal como o elenco. O verão foi gravado na Ericeira e em Londres.
A série oito mantém o formato iniciado na série anterior. Tirando os cenário da escola e da Papoila Residence, todos os cenários foram mudados, incluindo a famosa 'Rua Comercial', que estava nos Morangos desde a sua 5.ª série, dando lugar à 'Rua das Artes'. No Natal, alguns alunos foram até Bruxelas visitar o parlamento da União Europeia. No Verão alguns alunos vão até à Ilha de Tavira.
A série nove apresentou várias mudanças, sendo esta baseada na área da moda. A Escola D. Sebastião deu lugar à Escola do Forte, também em Lisboa. O elenco também foi totalmente renovado, apesar da Rua das Artes se ter mantido na série. A série de verão foi gravada na sua maioria na praia fluvial da Barragem de Castelo de Bode, em Abrantes, mas também na Praia da Poça, na zona do Estoril.

## Continuações

### Morangos com Açúcar - O Filme
O primeiro filme dos Morangos com Açúcar foi lançado para os cinemas dia 30 de agosto de 2012. Este reúne várias das mais famosas personagens da série, desde Margarida (Sara Matos) e Rui (Lourenço Ortigão), os protagonistas, a Pipo (João Catarré) - que não faz nada no filme, apenas aparece - , e Soraia (Rita Pereira), que só apresenta o "concurso de bandas". O filme passa-se num campo de férias do Zé Milho (Vítor Fonseca) e foi filmado na Zambujeira do Mar. Este é um filme musical, visto rodar em torno de Rui e Margarida, que, depois de regressarem de Londres, e se prepararem para um "Concurso de Bandas", veem a sua relação em risco quando Tatiana, a Missy M (Mafalda Portela), se mostra interessada em Rui, enquanto que Margarida só faz birra por ele se ter esquecido da data em que faz dois anos que Rui decidiu ir para Londres com Margarida.

### Sequela de Morangos com Açúcar
A 6 de fevereiro de 2023, foi revelado pela TVI que estava em desenvolvimento um sequela de Morangos com Açúcar em formato de série, em parceria com a Prime Video e produzida pela See My Dreams Productions, com a direção de Francisco Antunez. Criada por Maria João Mira e André Ramalho, conta com duas temporadas focadas nos desportos surf e padel. O genérico ficou a cargo da banda D'ZRT da série original, com uma música nova.